# Ciolpani
Ciolpani község és falu Ilfov megyében, Munténiában, Romániában. A hozzá tartozó települések: Izvorani, Lupăria valamint Piscu.

## Fekvése
A megye északi részén található, a megyeszékhelytől, Bukaresttől, harminchét kilométerre északra.

## Története
A falut 1800 után Țigănești néven, a Țigănești tó mellett épült kolostor jobbágyai alapították, innen a település első elnevezése.
A 19. század végén Țigănești néven, a község Ilfov megye Snagov járásához tartozott és Ciolpani, Lupăria-Sărăcineasca valamint Țigănești falvakból állt. A község tulajdonában volt egy iskola és négy templom, egy-egy mindegyik faluban. Piscu falu ezen időszakban Cocioc községhez tartozott és királyi birtok volt. Izvorani pedig Tâncăbești község része volt, a faluban állt egy lipován templom.
1925-ös évkönyv szerint Țigănești községhez hozzácsatolták Izvorani-t, mely Ilfov megye Buftea-Bucoveni járásához tartozott, lakossága 3062 fő volt. A községközpont ekkor már Ciolpani volt.
1950-ben közigazgatási átszervezés alapján, a Căciulați rajonhoz került, majd 1960-ban a Bukaresti régió Buftea rajonjához csatolták.
1968-ban ismét megyerendszert vezettek be az országban, a község az újból létrehozott Ilfov megye része lett és ekkor vette fel a község a Ciolpani nevet. 1981-től az Ilfovi Mezőgazdasági Szektor része lett, egészen 1998-ig, amikor ismét létrehozták Ilfov megyét.

## Lakossága
| Nemzetiségek | 2002 | 2002   |
| ------------ | ---- | ------ |
| Románok      | 4474 | 100,0% |
| Összesen     | 4474 | 100,0% |